# Ace Cafe

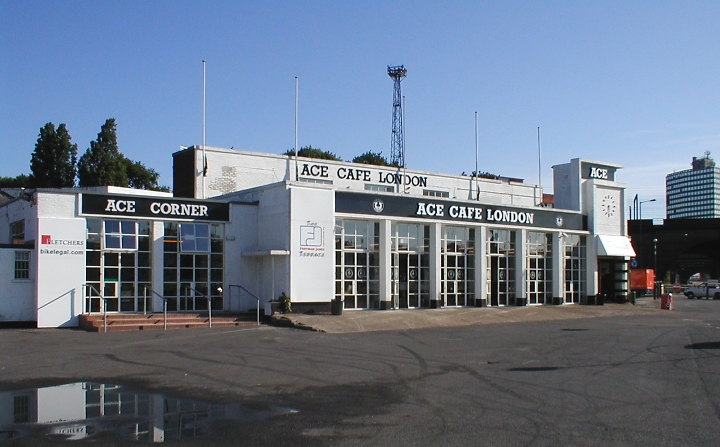
Het Ace Cafe zoals het er in 2004 uitzag

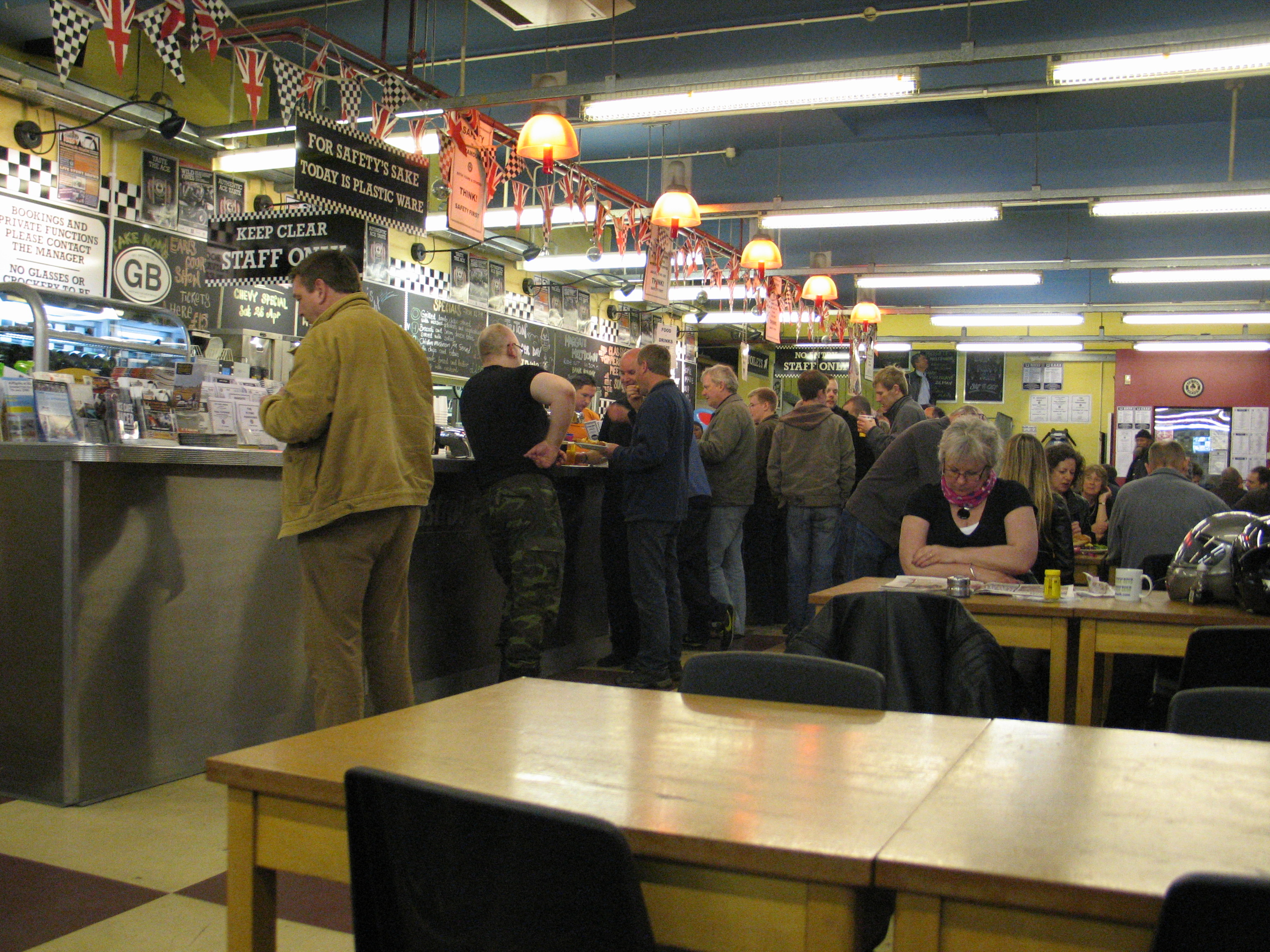
Het interieur in 2008

Het Ace Cafe is een voormalig wegrestaurant in Stonebridge in het noordwesten van de Britse hoofdstad Londen. Het gebouw was van 1938 tot 1969 een wegrestaurant en een van de belangrijkste verzamelplaatsen voor de rockers. In 1997 werd het opnieuw voor motorrijders en aanhang geopend. Het bevindt zich vlak bij het Wembley Stadium en op loopafstand van Station Stonebridge Park aan de Bakerloo Line.

## Geschiedenis
Het Ace Cafe opende in 1938 vanwege de ingebruikname van de nieuwe 'noordelijke rondweg' (A406). Het café was 24 uur per dag open en trok veel motorrijders aan. In de jaren vijftig werd het populair bij de ton up boys en rockers. In de jaren zestig wierf Bill Shergold hier leden voor de 59 Club, een kerkelijke organisatie van motorrijders.
Het café werd verwoest in de Tweede Wereldoorlog en herbouwd in 1949. Het grote aantal tieners na de oorlog, de groei van het verkeer en een piek in de fabricage van Britse motorfietsen maakten het Ace Cafe een commercieel succes. Op deze ontmoetingsplaats voor motorrijders, waar ook verschillende motorclubs werden opgericht, was doorgaans rock-'n-rollmuziek te beluisteren. Het café sloot in 1969.

## Revival en heropening
In 1994 werd de eerste Ace Cafe-reünie gehouden. Er kwamen meer dan 12.000 bezoekers. Vanwege dit succes heropende het Ace Cafe in 1997. In 2001 werd het geheel opnieuw ingericht. 

## Adres
Ace Corner,
North Circular Road,
Stonebridge,
London,
NW10 7UD